# Richard Chamberlain
Pour les articles homonymes, voir Chamberlain.
Richard Chamberlain est un acteur américain né le 31 mars 1934 à Beverly Hills (Californie) et mort le 29 mars 2025 à Waimanalo (Hawaï).

## Biographie

### Jeunesse
George Richard Chamberlain naît le 31 mars 1934 à Beverly Hills : il est le second fils d’Elsa Winnifred Matthews (née von Benzon) et de Charles Axion Chamberlain, un agent commercial,,. En 1952, Richard Chamberlain est diplômé de la Beverly Hills High School (en) puis rejoint le Pomona College (promotion 1956) pour une formation d’acteur classique,. Il est ensuite incorporé dans la United States Army : il est envoyé en Corée du Sud de 1956 à 1958 où il atteint le grade de sergent,,.

### Gloire précoce
En 1959, Richard Chamberlain est l’un des cofondateurs avec Leonard Nimoy, Vic Morrow et Vic Tayback de la compagnie théâtrale Company of Angels (en) installée à Los Angeles,. Cinquante ans plus tard, il l’évoque ainsi : « Un groupe d'acteurs travaillait avec Jeff Corey […] Aucun d'entre nous n'arrivait à trouver du travail et nous avions décidé de créer notre propre compagnie de théâtre. Peu importe comment, nous avions réuni des fonds et loué un petit espace étrange et commencé à monter des pièces. Nous avions fait The Caine Mutiny et La Ronde et c'était follement merveilleux de faire ça »,.
La même année, il participe également à un épisode de la série Alfred Hitchcock présente.
En 1960, il est à l’affiche de son premier long métrage The Secret of the Purple Reef (en).
Le soap opera en hôpital, Le Jeune Docteur Kildare, lancé en septembre 1961 sur la chaîne NBC et dont il interprète le rôle-titre, le sacre idole du public féminin,. Il y croise Linda Evans qui lui servira longtemps de petite amie fictive lors d'apparitions publiques. La série est annulée et se conclut en 1966 au bout de cinq saisons,.

### Exil

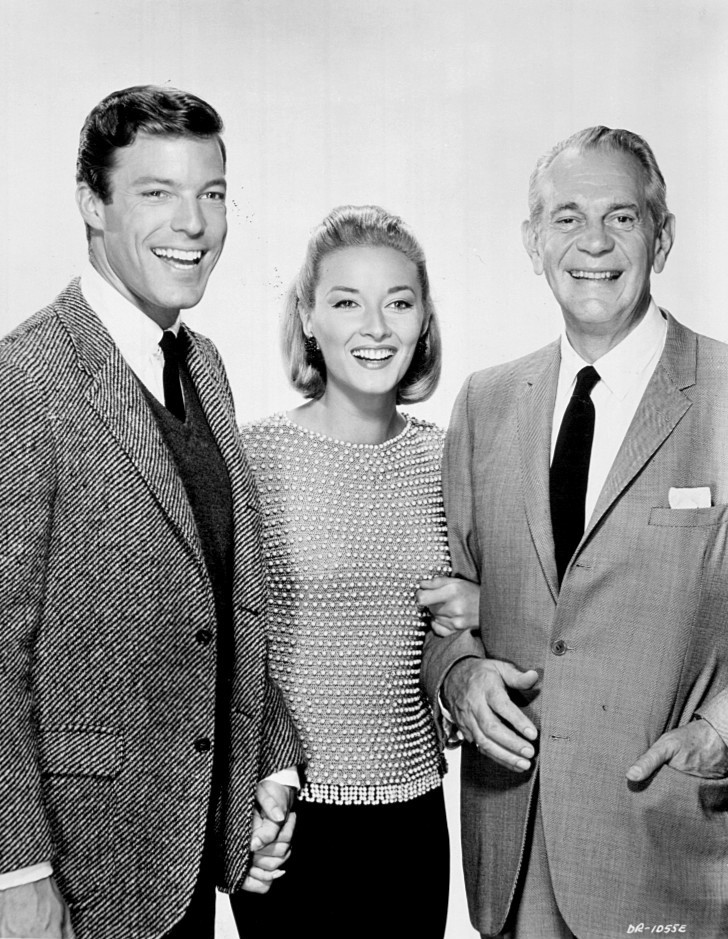
Richard Chamberlain (à gauche) avec Daniela Bianchi et Raymond Massey en 1964 dans Le Jeune Docteur Kildare.

Après l'arrêt de la série, Richard Chamberlain gagne la Grande-Bretagne et apparaît dans plusieurs pièces de théâtre,,.
En 1966, il joue dans la funeste comédie musicale Breakfast at Tiffany's (en) avec notamment Mary Tyler Moore. Supposée se produire à Broadway et ayant vendu de nombreux billets en prévente, la pièce rencontre des critiques catastrophiques et s'achève après quatre représentations jouées avant la date officielle (en), le producteur David Merrick (en) déclarant ne pas vouloir « soumettre les critiques et le public à une soirée atroce et ennuyeuse »,,,. Chamberlain déclare « C'était de première classe, très coûteux et rien ne fonctionnait »,.
En 1968, il est le mari de Julie Christie dans Petulia de Richard Lester.
En 1969, il joue le rôle titre de la pièce Hamlet de William Shakespeare, au Birmingham Repertory Theatre (en). Il reprend la pièce en 1970 à la télévision pour le programme Hallmark Hall of Fame (en), avec John Gielgud, Michael Redgrave et Margaret Leighton. À partir de 1971, il renoue avec une nouvelle pièce de Shakespeare, tenant le rôle-titre dans Richard II. Ses prestations sont appréciées,.
Il tourne également avec Ken Russell et Robert Bolt, s'imposant en Tchaïkovski en 1971 dans The Music Lovers ou en personnage romantique Lord Byron en 1972 dans Lady Caroline Lamb,. L'athlète se mue en interprète racé et tourne avec Glenda Jackson puis Sarah Miles,. Il participe ainsi au fameux Swinging London d'où émergent les derniers courants artistiques, cinéma, musique, mode…

### D'ici et d'ailleurs
En 1973 et en 1974, Richard Chamberlain interprète Aramis dans les films de cape et d’épée Les Trois Mousquetaires et On l'appelait Milady dirigés par le réalisateur américain Richard Lester et d'après le roman d'Alexandre Dumas,. Ses amis mousquetaires sont alors Michael York, Oliver Reed et Frank Finlay, leurs ennemis Christopher Lee, Faye Dunaway et Charlton Heston,.
Autre grande production de l'année 1974, Richard Chamberlain fait partie de la distribution du film catastrophe La Tour infernale de John Guillermin, aux côtés de Paul Newman, Steve McQueen, Faye Dunaway, William Holden, Fred Astaire, Susan Blakely ou encore Robert Wagner. En 1975, il renoue avec l'univers d'Alexandre Dumas et devient Edmond Dantès, alias le comte de Monte-Cristo, dans une version télévisée du célèbre roman.
En 1976, il tient le rôle du prince Édouard dans le film musical The Slipper and the Rose de Bryan Forbes, adaptation du conte Cendrillon, avec Gemma Craven dans le rôle de la jeune femme au soulier de vair.
En 1977, Richard Chamberlain joue le rôle de l'avocat David Burton, qui décide de défendre des Aborigènes accusés d'avoir tué un des leurs dans La Dernière Vague (The Last Wave) de l'australien Peter Weir. Puis il tient une nouvelle fois un personnage de l'imaginaire de Dumas — en fait deux —, le roi Louis XIV et son jumeau Philippe, dans L'Homme au masque de fer.
En 1978, il joue le rôle du Dr Hubbard dans le film catastrophe L'Inévitable Catastrophe (The Swarm) de Irwin Allen, avec notamment Michael Caine ou encore Katharine Ross. Il apparaît également dans la mini-série Centennial. Il joue également le cowboy Wild Bill Hickok dans la pièce Fathers vs. Sons de Thomas Babe (en).

### Icône
Les années 1980 marquent la nouvelle dimension de Richard Chamberlain en le sacrant acteur de grandes productions de télévision. Ainsi, on peut le voir en septembre 1980 dans la mini-série Shogun diffusée sur la chaîne américaine NBC, remportant un succès considérable avec 27 millions de téléspectateurs dans le rôle du navigateur échoué au Japon John Blackthorne, aux côtés de Yōko Shimada et de Toshirō Mifune. Adaptée du roman de James Clavell, elle s’impose comme une œuvre marquante de la télévision américaine. L’intrigue se déroule au Japon du début du XVIIe siècle et suit John Blackthorne, un marin anglais naufragé, qui se retrouve impliqué dans les luttes de pouvoir locales. Il noue une alliance stratégique avec Yoshi Toranaga, un seigneur ambitieux destiné à devenir shogun. Malgré son contexte historique et culturel peu familier pour le public occidental, la série a su captiver grâce à son récit épique et son dépaysement visuel.
Puis, en 1983, il est le père Ralph de Bricassart dans Les oiseaux se cachent pour mourir face à Sydney Penny puis Rachel Ward et aux côtés de Barbara Stanwyck, Jean Simmons, Bryan Brown, Christopher Plummer et Richard Kiley. La série est un succès dans le monde entier, et particulièrement en France où les rediffusions sont régulières. En 1985, il incarne le diplomate suédois Raoul Wallenberg dans le téléfilm Wallenberg: A Hero's Story (en) de Lamont Johnson, qui relate sa contribution au sauvetage de plusieurs milliers de Juifs durant l'Holocauste. En 1986, il tient le rôle de l'explorateur John Charles Fremont dans la mini-série Dream West (en).
Loin des films à costumes, il devient en 1988 l'amnésique Jason Bourne, dans le téléfilm d'action-thriller La Mémoire dans la peau, de Roger Young, d'après le roman de Robert Ludlum. Il tourne à Nice, Zurich, Londres ou encore Paris avec l'ancienne « drôle de dame » Jaclyn Smith.
La même année, le The New York Times le nomme « Roi des mini-séries » et déclare : « Richard Chamberlain est devenu le Robert Redford du salon, trouvant une célébrité aux heures de grande écoute, célébrité qui lui a échappé sur grand écran. »,.

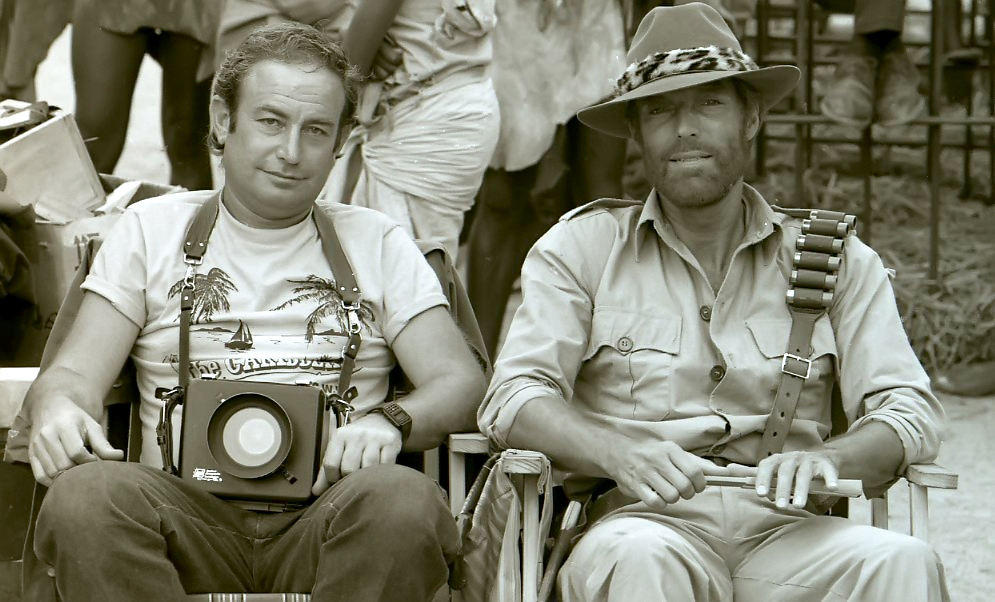
Le photographe Yoni S. Hamenachem et Chamberlain sur le tournage dAllan Quatermain et les Mines du roi Salomon au Zimbabwe, vers 1984.

Côté cinéma, il joue en 1982 dans le film Meurtre par téléphone de Michael Anderson. En 1985, il devient pour The Cannon Group, Inc. l'aventurier Allan Quatermain, aux côtés de Sharon Stone, dans le film d'aventure Les Mines du roi Salomon de J. Lee Thompson, qui se veut plus être une parodie de la franchise Indiana Jones, qu'une adaptation du roman de Henry Rider Haggard, paru exactement 100 ans auparavant. Il reprend le personnage l'année suivante dans Allan Quatermain et la Cité de l'or perdu, cette fois-ci pour la caméra de Gary Nelson, mais toujours accompagné de Sharon Stone. Au casting s'ajoutent notamment James Earl Jones, Henry Silva, Cassandra Peterson, Robert Donner ou encore Martin Rabbett. Le film reçoit des critiques mitigées comme celle du The New York Times qui déplore les effets spéciaux mais qui admire le travail de l'acteur : « Heureusement, Richard Chamberlain est professionnel et plus encore, car le film serait autrement pratiquement impossible à regarder »,,. Le film est également un échec commercial et récolte moins de 4 millions de dollars.
On peut le voir entre autres dans la mini-série Le Rêve californien en 1986. En 1987, il campe Casanova dans un téléfilm, rôle qui lui convient bien mieux puisqu'il redevient, au milieu des années 1980, un véritable sex-symbol pour la gent féminine ; ses partenaires ont pour nom Faye Dunaway, Sylvia Kristel ou encore Hanna Schygulla.
Il reprend également le rôle d'Aramis en 1989, pour les besoins du film Le Retour des Mousquetaires.
Il joue dans le Le Missionnaire du mal en 1991, un remake de La Nuit du chasseur . À partir de fin 1993, il joue le rôle de Higgins dans la comédie musicale My Fair Lady, à Broadway,.
En 1996, il retrouve le rôle du Père Ralph de Bricassart dans la nouvelle mini-série The Thorn Birds: The Missing Years.
En 1999, il succède à Michael Siberry (en) ainsi qu'à Dennis Parlato (en), et devient le nouveau capitaine von Trapp dans la comédie musicale The Sound of Music relancée l'année d'avant à Broadway, avec notamment Laura Benanti comme partenaire de jeu dans le rôle de Maria Rainer.

### Rare sur les plateaux, mais toujours près des planches
En 2003, âgé de 69 ans, Richard Chamberlain publie son autobiographie Shattered Love: A Memoir, dans laquelle il révèle notamment son homosexualité.
À partir d'octobre 2004, il prend les traits d'Ebenezer Scrooge et part en tournée à travers les États-Unis dans la comédie musicale de Broadway Scrooge (en), d'après l'œuvre de Charles Dickens, qui débute au James M. Nederlander Theatre (anciennement Ford Center for the Performing Arts Oriental Theatre).
Il fait son retour devant les caméra en 2005, apparaissant dans le quatrième épisode de la huitième saison de la sitcom Will et Grace.
En 2006, il participe le temps d'un épisode de la quatrième saison de Nip/Tuck, aux côtés de Julian McMahon et Dylan Walsh, dans le rôle d'un millionnaire qui souhaite que son compagnon devienne une réplique plus jeune de lui-même. Il participe également au troisième épisode de la troisième saison de la série Hustle. Enfin, il tient le rôle du gouverneur Charles Eden dans la mini-série Blackbeard.
Il apparaît en 2007 dans un épisode de Desperate Housewives durant la saison 4, en y tenant le rôle de l'ex-beau-père de Lynette Scavo jouée par Felicity Huffman, épisode où son personnage révèle son homosexualité. La même année, il est présent dans la comédie I Now Pronounce You Chuck & Larry de Dennis Dugan, avec Kevin James et Adam Sandler dans les principaux rôles.
En 2009, il rejoint en cours de route la tournée de la comédie musical Spamalot des Monty Python, dans laquelle il joue le Roi Arthur.
De 2010 à 2011, il apparait dans plusieurs épisodes de la cinquième saison de la série Brothers and Sisters. En 2010, il est opposé à Zachary Levi le temps de deux épisodes de la quatrième saison de Chuck, durant lesquels il tient le rôle de l'espion Adelbert De Smet, dit « le Belge ». Il joue également le rôle du maître voleur Archie Leach, le mentor de Parker (Beth Riesgraf), dans un épisode de la troisième saison de Leverage. Il reprend le rôle en 2012, le temps d'un épisode de la quatrième saison.
En 2011, il joue dans le film We Are the Hartmans.
En 2012, il joue le Dr Sloper dans la pièce The Heiress (en) de Ruth (en) et Augustus Goetz, avec l'actrice Heather Tom dans le rôle de sa fille. Juste après, il tient le rôle du père Merrin dans la pièce The Exorcist (en) de John Pielmeier (en).
En 2014, il joue le rôle du père Donald dans la pièce Off-Broadway Sticks and Bones de David Rabe (en), aux côtés de Holly Hunter et de Bill Pullman .
En 2015, il prête sa voix au personnage de DC Comics Highfather (en) dans le film d'animation
Justice League: Gods and Monsters.
En 2017, il participe au court métrage horrifique The Black Ghiandola (en) de Sam Raimi, Catherine Hardwicke et Theodore Melfi, qui comprend également Johnny Depp, Laura Dern, J. K. Simmons ou encore David Lynch. Par ailleurs, il retrouve ce dernier, qui le fait tourner très brièvement le temps d'une scène du quatrième épisode de la série Twin Peaks: The Return.
En 2018, il joue le rôle d'un chirurgien plastique dans le segment Mirari réalisé par Joe Dante, du film d'horreur Nightmare Cinema (en).

### Mort
Richard Chamberlain meurt le 29 mars 2025 à Waimanalo (Hawaï) des suites d’un accident vasculaire cérébral survenu deux jours avant son 91e anniversaire.

## Théâtre
Note : Les dates correspondent aux premières représentations des pièces.
- 1966 : Breakfast at Tiffany's (en) : [Qui ?]
- 1969 : Hamlet de William Shakespeare : Hamlet
- 1971 : Richard II de William Shakespeare : Richard II
- 1978 : Fathers vs. Sons de Thomas Babe (en) : Wild Bill Hickok
- 1993 : My Fair Lady : Higgins
- 1999 : The Sound of Music : le capitaine von Trapp
- 2004 : Scrooge (en) : Ebenezer Scrooge
- 2009 : Spamalot des Monty Python : le roi Arthur
- 2012 : The Heiress (en) de Ruth (en) et Augustus Goetz : Dr Sloper
- 2012 : The Exorcist (en) de John Pielmeier (en) : le père Merrin
- 2014 : Sticks and Bones de David Rabe (en) : le père Donald

## Filmographie

### Cinéma
- 1960 : The Secret of the Purple Reef (en) de William Witney : Dean Christopher
- 1961 : Tonnerre apache (A Thunder of Drums) de Joseph M. Newman : Lt. Porter
- 1963 : Le Motel du crime (Twilight of Honor) de Boris Sagal : David Mitchell
- 1965 : Joy in the Morning (en) d'Alex Segal : Carl Brown
- 1968 : Petulia, de Richard Lester : David Danner
- 1969 : La Folle de Chaillot (The Madwoman of Chaillot) de Bryan Forbes : Roderick
- 1970 : Jules César de Stuart Burge : Octavius Caesar
- 1971 : La Symphonie pathétique (The Music Lovers) de Ken Russell : Tchaïkovski
- 1972 : La Vie tumultueuse de Lady Caroline Lamb (Lady Caroline Lamb) de Robert Bolt : Lord Byron
- 1973 : Les Trois Mousquetaires (The Three Musketeers) de Richard Lester : Aramis
- 1974 : On l'appelait Milady (The Four Musketeers) de Richard Lester : Aramis
- 1974 : La Tour infernale (The Towering Inferno) de John Guillermin : Roger Simmons
- 1975 : La Petite Sirène (The Little Mermaid) de Peter Sander (Court) : le narrateur
- 1976 : The Slipper and the Rose: The Story of Cinderella de Bryan Forbes : le Prince Edward
- 1977 : La Dernière Vague (The Last Wave) de Peter Weir : David Burton
- 1978 : L'Inévitable Catastrophe (The Swarm) de Irwin Allen : Dr Hubbard
- 1982 : Meurtre par téléphone (Murder by Phone) de Michael Anderson : Nat Bridger
- 1985 : Allan Quatermain et les Mines du roi Salomon (King Solomon's Mines) de J. Lee Thompson : Allan Quatermain
- 1986 : Allan Quatermain et la Cité de l'or perdu (Allan Quatermain and the Lost City of Gold) de Gary Nelson : Allan Quatermain
- 1987 : River Song: A Natural History of the Colorado River in Grand Canyon de Don Briggs (vidéo) : le narrateur
- 1989 : Le Retour des Mousquetaires (The Return of the Musketeers) de Richard Lester : Aramis
- 1995 : La Loi du talion (Bird of Prey) de Temístocles López : Jonathan Griffith
- 1997 : River Made to Drown In (en) de James Merendino[60] : Thaddeus MacKenzie
- 1999 : The Pavilion, de C. Grant Mitchell : Huddlestone
- 2007 : Quand Chuck rencontre Larry (I Now Pronounce You Chuck & Larry) de Dennis Dugan : le conseiller bancaire
- 2007 : Strength and Honour (en), de Mark Mahon (en) : Denis O'Leary
- 2011 : We Are the Hartmans de Laura Newman : Mr Hartman
- 2011 : The Perfect Family (en) de Anne Renton : Monsignor Murphy
- 2015 : La Ligue des justiciers : Dieux et Monstres (Justice League: Gods and Monsters) : Highfather
- 2018 : Nightmare Cinema (en) : Dr Mirari
- 2019 : Finding Julia : Igor

### Télévision

#### Téléfilms
- 1968 : The Portrait of a Lady : Ralph Touchett
- 1968 : ITV Saturday Night Theatre : Hamlet : Hamlet
- 1968 : Hold On: It's the Dave Clark Five de Dave Clark : le Docteur
- 1972 : The Woman I Love de Paul Wendkos : Édouard VIII
- 1974 : F. Scott Fitzgerald and 'The Last of the Belles' de George Schaefer : F. Scott Fitzgerald
- 1974 : The Lady's Not for Burning de Joseph Hardy : Thomas Mendip
- 1975 : Le Comte de Monte-Cristo (The Count of Monte-Cristo), de David Greene : Edmond Dantès
- 1975 : The Christmas Messenger, court métrage de Peter Sander : le messager de Noël
- 1977 : L'Homme au masque de fer (The Man in the Iron Mask) de Mike Newell : le roi Louis XIV / Philippe
- 1983 : La Course vers le pôle (Cook and Peary: The Race to the Pole) de Robert Day : Frederick Cook
- 1985 : The Miracle de Dick Ross
- 1985 : Wallenberg: A Hero's Story de Lamont Johnson : Raoul Wallenberg
- 1987 : Casanova : Giacomo Casanova
- 1988 : La Mémoire dans la peau (The Bourne Identity) de Roger Young : Jason Bourne
- 1991: Aftermath: A Test of Love, de Glenn Jordan : Ross Colburn (téléfilm)
- 1991 : Le Missionnaire du mal (Night of the Hunter), de David Greene : Harry Powell
- 1993 : Péril au 80e parallèle (Ordeal in the Arctic) de Mark Sobel : John Couch
- 1997 : The Lost Daughter de Roger Cardinal : Andrew McCracken
- 1997 : All the Winters That Have Been, de Lamont Johnson : Dane Corvin
- 1999 : La Vie secrète d'une milliardaire (Too Rich: The Secret Life of Doris Duke) de John Erman : Bernard Lafferty
- 2006 : Le Trésor de Barbe-Noire (Blackbeard) de Kevin Connor : le gouverneur Charles Eden

#### Séries télévisées
- 1959 : Alfred Hitchcock présente (Alfred Hitchcock Presents) : Clay Pine (saison 5, épisode 11)
- 1960 : Rescue 8 : [Qui ?] (saison 2, épisode 19)
- 1960 : Bourbon Street Beat : Dale Wellington (saison 1, épisode 22)
- 1960 : Gunsmoke : Pete (saison 5, épisode 36)
- 1960 : Bonne chance M. Lucky : Alec (saison 1, épisode 30)
- 1960 : Thriller : Larry Carter (saison 1, épisode 8)
- 1960 : Riverboat : Lt. Dave Winslow (saison 2, épisode 10)
- 1961 : The Deputy : Jerry Kirk (saison 2, épisode 23)
- 1961 : Whispering Smith : Chris Harrington (saison 1, épisode 6)
- 1961-1966 : Le Jeune Docteur Kildare (titre anglais : Dr Kildare) : Dr James Kildare (191 épisodes)
- 1963 : The Eleventh Hours : Dr James Kildare (saison 2, épisode 9)
- 1967 : The Red Skelton Show : San Fernando's Lawyer (saison 16, épisode 26)
- 1978 : Great Performances : Anton Tchekhov et divers rôles (saison 7, épisode 6)
- 1978 : Colorado (Centennial) : Alexander McKeag (saison 1, épisode 1 à 12)
- 1980 : Shogun de Jerry London : pilote-major John Blackthorne / Anjin-san
- 1983 : Les oiseaux se cachent pour mourir (The Thorn Birds) : Ralph de Bricassart
- 1986 : Dream West (en) : John Charles Fremont
- 1989-1990 : Médecin à Honolulu (Island Son) : Dr Daniel Kulani
- 1991 : The Astronomers : le narrateur
- 1996 : Les oiseaux se cachent pour mourir : Les Années oubliées (The Thorn Birds: The Missing Years) : Ralph de Bricassart
- 2000 : Les Anges du bonheur (Touched by an Angel) : Everett / Jack Clay (saison 7, épisode 1)
- 2002 : Le Drew Carey Show (The Drew Carey Show) : Maggie Wick (saison 7, épisodes 14 et 25)
- 2004 : Japan: Memoirs of a Secret Empire : le narrateur (série documentaire)
- 2005 : Will et Grace : Clyde (saison 8, épisode 4)
- 2006 : Les Arnaqueurs VIP (Hustle) : James Whittaker Wright III (saison 3, épisode 3)
- 2006 : Nip/Tuck : Arthur Stiles (saison 4, épisode 2)
- 2007 : Desperate Housewives : le beau-père de Lynette (épisode 4.08)
- 2010 : Chuck : le Belge désirant l'intersecret de Chuck (saison 4, épisode 8 et 9)
- 2010-2011 : Brothers and Sisters : Jonathan Byrold (saison 5, épisodes 10, 12, 14, 18 et 22)
- 2010-2012 : Leverage: Archie Leech (saison 3, épisode 3 et saison 4, épisode 18)
- 2011 : Thundercats (Cosmocats) : Zigg (animation, saison 1, épisode 11)
- 2017 : Twin Peaks: The Return : Bill Kennedy (saison 3, épisode 4)

## Distinctions

### Récompenses
- Golden Apple Awards 1962 : star masculine de l'année
- Golden Globes 1963 : Meilleur acteur dans une série télévisée pour Le Jeune Docteur Kildare
- Golden Apple Awards 1980 : star masculine de l'année
- Golden Globes 1981 : Meilleur acteur dans une série dramatique pour Shogun
- Golden Globes 1984 : Meilleur acteur dans une mini-série ou un téléfilm pour Les oiseaux se cachent pour mourir

### Nominations
- Golden Apple Awards 1963 : star masculine de l'année
- Primetime Emmy Awards 1975 : meilleur acteur dans une série dramatique pour Le Comte de Monte-Cristo
- Australian Film Institute 1978 : meilleur acteur dans un film dramatique pour La Dernière Vague
- Golden Globes 1980 : Meilleur acteur dans une série dramatique pour Colorado
- Primetime Emmy Awards 1981 : meilleur acteur dans une série dramatique pour Shogun
- Primetime Emmy Awards 1983 : meilleur acteur dans une mini-série où un téléfilm pour Les oiseaux se cachent pour mourir
- Primetime Emmy Awards 1985 : meilleur acteur dans une mini-série où un téléfilm pour Wallenberg: A Hero's Story
- Golden Globes 1986 : Meilleur acteur dans une mini-série ou un téléfilm pour Wallenberg: A Hero's Story
- Golden Globes 1989 : Meilleur acteur dans une mini-série ou un téléfilm pour La Mémoire dans la peau

## Voix francophones
En version française, Richard Chamberlain est dans un premier temps doublé par Hubert Noël dans Le Motel du crime et Claude Giraud dans La Folle de Chaillot. Dominique Paturel le double de 1971 à 1979 dans La Symphonie pathéthique, Les Trois Mousquetaires, On l'appelait Milady, La Tour infernale (remplacé par Thierry Wermuth pour le second doublage de 2000) et Colorado. De 1975 à 1978, il est doublé par Philippe Ogouz dans Le Comte de Monte-Cristo, Jean-François Poron dans L'Homme au masque de fer, Bernard Tiphaine dans La Dernière Vague et Pierre Arditi dans L'Inévitable Catastrophe. Claude Giraud le retrouve de nouveau entre 1980 et 2000 dans Shogun, Wallemberg, Le Retour des Mousquetaires et Les Anges du bonheur.
Richard Darbois le double une première fois en 1983 dans Les oiseaux se cachent pour mourir, tandis que Guy Chapellier le double en 1985 dans Allan Quatermain et les Mines du roi Salomon. L'année suivante, ce dernier est remplacé par Darbois dans Allan Quatermain et la Cité de l'or perdu, qui devient sa voix régulière jusqu'en 2007. Il le double notamment dans Dream West, La Mémoire dans la peau, Les oiseaux se cachent pour mourir : Les Années oubliées, L'Ultime Voyage, La Vie secrète d'une milliardaire, Le Trésor de Barbe-Noire, Nip/Tuck ou encore Desperate Housewives. Par la suite, Pierre Dourlens le double de 2007 à 2012 dans Quand Chuck rencontre Larry, Chuck, Leverage et Brothers and Sisters.